# Ongon (distrikt)
Ongon är ett distrikt i Mongoliet. Det ligger i provinsen Süchbaatar, i den östra delen av landet, 500 km sydost om huvudstaden Ulan Bator.